# Teutoperla
Teutoperla is een geslacht van steenvliegen uit de familie Gripopterygidae. De wetenschappelijke naam van het geslacht is voor het eerst geldig gepubliceerd in 1963 door Illies.

## Soorten
Teutoperla omvat de volgende soorten:
- Teutoperla auberti Illies, 1965
- Teutoperla brundini Illies, 1963
- Teutoperla maulina Vera, 2006
- Teutoperla rothi Illies, 1963